# Teresa Mañé Miravet
Teresa Mañé Miravet (Cubellas, Barcelona, 29 de noviembre de 1865 - Perpiñán, 5 de febrero de 1939) fue una maestra, editora y escritora bajo el seudónimo de Soledad Gustavo. Casada con Juan Montseny Carret (alias Federico Urales), fue la madre de Federica Montseny.

## Biografía
Aunque nacida en Cubellas, se crio en Villanueva y Geltrú en el seno de una familia económicamente acomodada, propietaria de una conocida fonda de la localidad. Su padre era Lorenzo Mañé Cruzet y su madre Antonia Miravent Vidal.
Vinculada en su juventud al Centro Democrático Federalista, en 1887 fundó con la ayuda de éste una escuela laica en Vilanova y la Geltrú y años más tarde otra escuela en Reus. Miembro de la Confederación de Maestros Laicos de Cataluña, cursó estudios de Magisterio en la escuela Tramuntana de Sanfe e impulsó la actividad educativa años antes de que iniciara sus actividades en la misma dirección Francisco Ferrer Guardia con su Escuela Moderna.
Teresa Mañé colaboró por la misma época en el periódico local El Vendaval, de tendencia republicana federal, comenzando a colaborar también con el periódico El Productor, donde se inició su toma de contacto con el anarquismo. Allí conoció a Juan Montseny Carret y a otras plumas importantes del anarquismo español como Anselmo Lorenzo, Fernando Tarrida del Mármol o Josep Llunas i Pujals, editor del periódico La Tramontana.
En 1889 participó en el "II Certamen Socialista" celebrado en Barcelona, donde presentó su texto “El amor libre”. En 1891 se casó por lo civil con Juan Montseny Carret, continuando con su labor literaria y pedagógica.
Tras el atentado en la procesión del Corpus Christi de Barcelona en 1896 y la represión que siguió al Proceso de Montjuïc por los hechos, Joan Montseny y Teresa Mañé fueron desterrados. La pareja acabó en 1897 en Londres, donde ella trabajó como bordadora, aunque regresaron tan solo un año más tarde, estableciéndose en Madrid. En 1898 fundó La Revista Blanca, de la que fue directora y en la que participó además con artículos de opinión con el seudónimo de Soledad Gustavo y traduciendo artículos de autores anarquistas del inglés y el francés. En esta revista colaboró también asiduamente Juan Montseny. Esta primera época de La Revista Blanca se extendió hasta 1905.
En 1905 nació su hija Federica Montseny Mañé. Poco después abandonaron Madrid y se instalaron en Cerdanyola del Vallés, desde donde siguieron participando activamente en todos los acontecimientos de los años sucesivos: la Semana Trágica de Barcelona y el fusilamiento de su amigo Francisco Ferrer Guardia en 1909, la fundación de la Confederación Nacional del Trabajo (CNT) en 1910, la I Guerra Mundial (1914-1918), la dictadura de Primo de Rivera (1923-1930), la fundación de la  Federación Anarquista Ibérica (FAI) en 1927, la II República (1931-1939), el golpe militar y la guerra (1936-1939).
Entre 1925 y 1936, la familia volvió a editar La Revista Blanca, ahora a cargo de Joan y Federica Montseny. En esta segunda época, Teresa Mañé se limitó a colaborar con artículos teóricos y de historia, período durante el cual trabó amistad con el historiador anarquista Max Nettlau, que también colaboró en la revista.
Al final de la guerra civil se exilió a Francia. Murió el 5 de febrero de 1939 en Perpiñán.